# Museo de Artes de Uzbekistán
El Museo de Artes de Uzbekistán (uzbeko: Oʻzbekiston Davlat Sanʼat muzeyi) es el museo de arte estatal más grande en Uzbekistán. Su colección permanente contiene miles de obras, divididas entre cuatro departamentos. El museo fue establecido en 1918 como el Museo de la Universidad del Pueblo y rebautizado después como Museo de Artes Centrales, luego fue nombrado como Museo de Arte de Taskent en 1924 y finalmente como Museo de Artes de Uzbekistán en 1935.

## Historia
El museo fue establecido en 1918 y estuvo localizado en palacio que perteneció al príncipe Nicolás Constantínovich hasta 1935. El museo se trasladó a la Casa del Pueblo en 1935. En 1974, el edificio de Casa del Pueblo fue derribado y reemplazado por las instalaciones actuales.

## Edificio

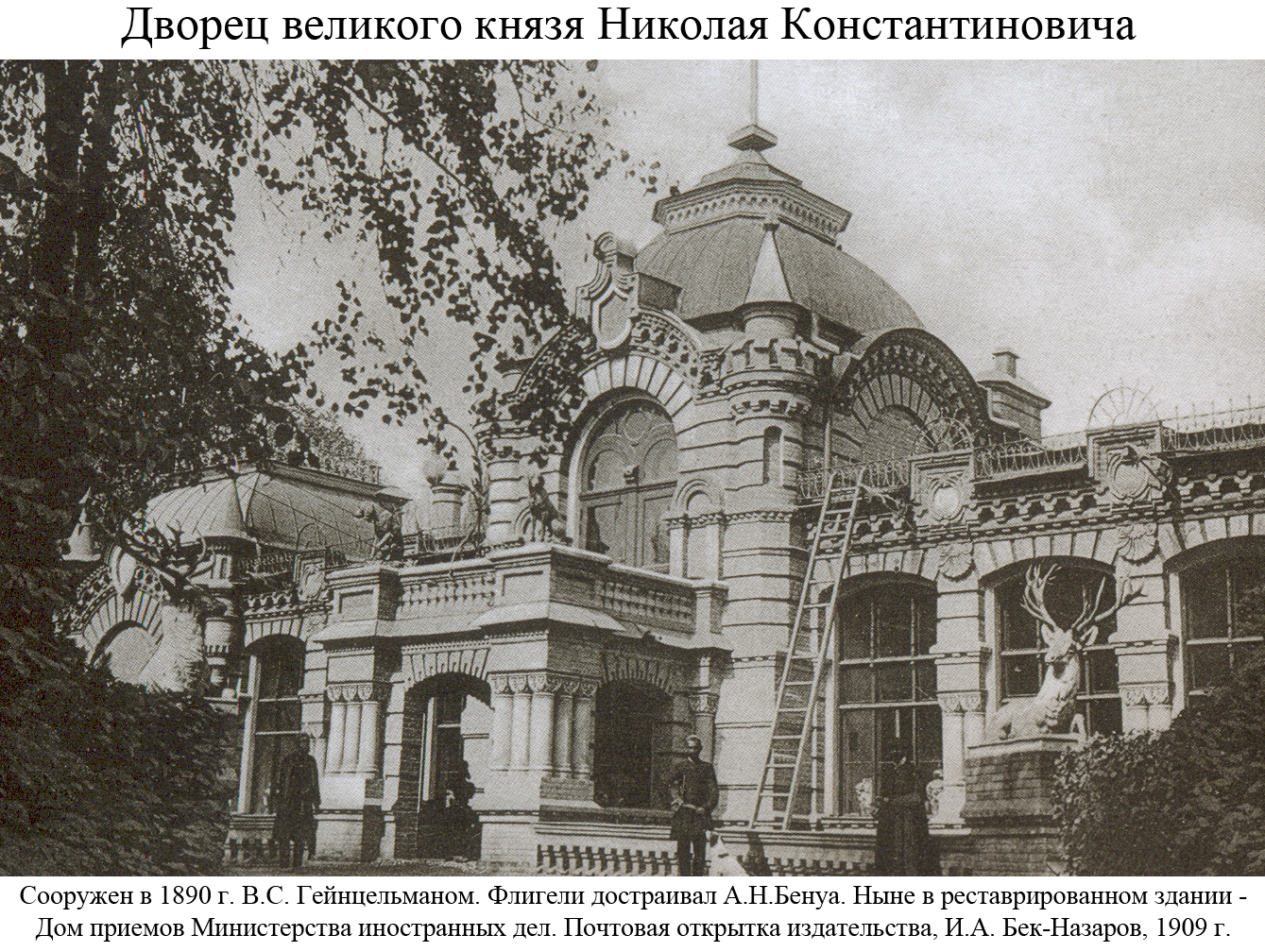
Taskent. Museo de Artes de Uzbekistán hasta 1935.

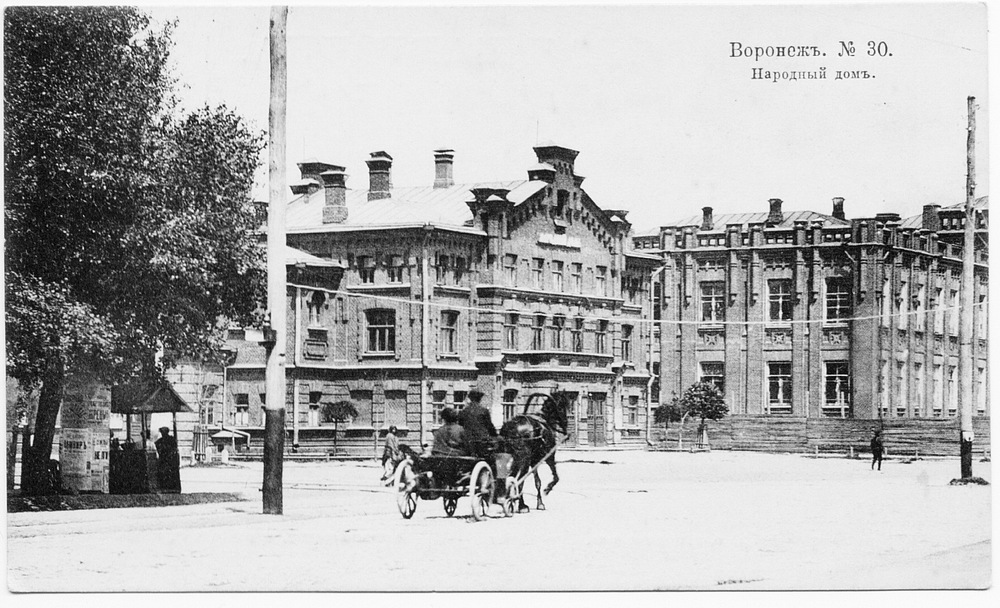
Taskent. Museo de Artes de Uzbekistán hasta 1966.

Los arquitectos soviéticos Abdulov, Nikiforov y Rosenblum diseñaron el edificio del museo en la forma de un cubo enorme, con todos sus lados separados en cuadrados de metal, forrados con hojas de aluminio en el exterior. La parte inferior del edificio y la entrada están decoradas con mármol gris pulido. La parte superior está acristalada con satélites cromados, filtrando la luz solar y configurando la iluminación interna opaca.

## Colección
La colección inicial del museo consistía de cien obras de arte del príncipe Nicolás Constantínovich y otras colecciones privadas individuales, nacionalizadas en abril de 1918. Las cuales eran mayoritariamente pinturas y dibujos, esculturas, mobiliario y porcelana de maestros rusos y de Europa occidental. Tras la fundación del museo, su colección fue ampliada con obras de la colección del museo den historia de Turquestán. Algunos trabajos fueron transferidos de colecciones de museos en Moscú y Leningrado - por ejemplo, entre 1920 y 1924 el museo recibió 116 obras de arte ruso de los siglos XVIII a XX, entre ellos retratos hechos por Vladímir Borovikovski, Tropinin, Karl Briulov, Yaroshenko, Repin, entre otros. El museo también adquirió alrededor de 250 pinturas de artistas prerrevolucionarios quienes estuvieron activos en Asia Central: Igor Kazakov, Nikolay Karazin, entre otros. En la segunda mitad de los años 1930s, la colección del museo fue ampliada  mayoritariamente con trabajos por artistas de Uzbekistán, incluyendo trabajos de Usto Mumin, Pavel Benkov y Leo Bure.
Además de su colección permanente, el museo realiza exhibiciones de artistas uzbekos y artistas internacionales.
Las colecciones de museo están divididas en departamentos: arte nacional aplicado de Uzbekistán, bellas artes de Uzbekistán, arte ruso y occidental, y arte del lejano oriente.

## Controversias
El jefe conservador de museo Mirfayz Usmonov fue sorprendido vendiendo obras de arte en mercado negro por 15 años, reemplazándolas con copias. Fue capturado en 2014, procesado y sentenciado a 9 años en prisión. Otros dos empleados de museo fueron sentenciados a ocho años en prisión.

## Galería

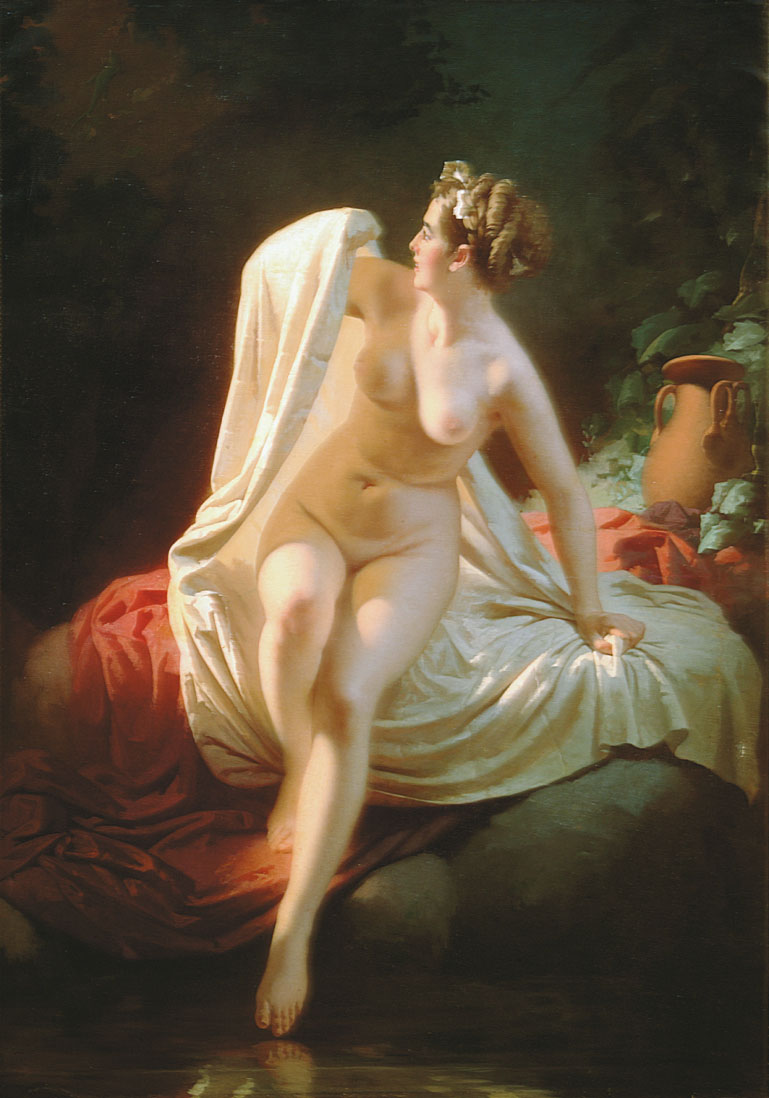
Andrei Belloli «Bañista»
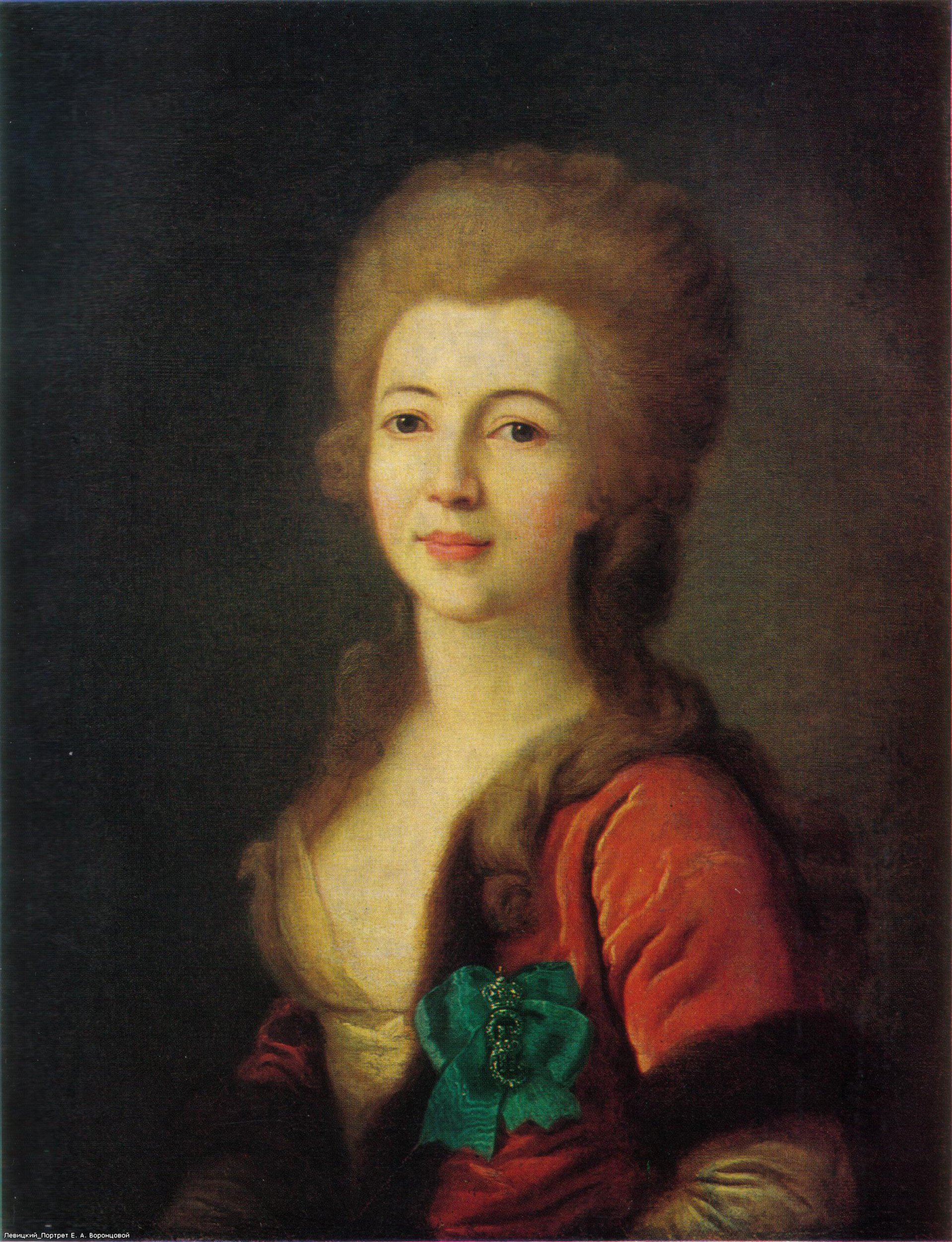
Dmitry Levitsky «Retrato de A. Voronzova»
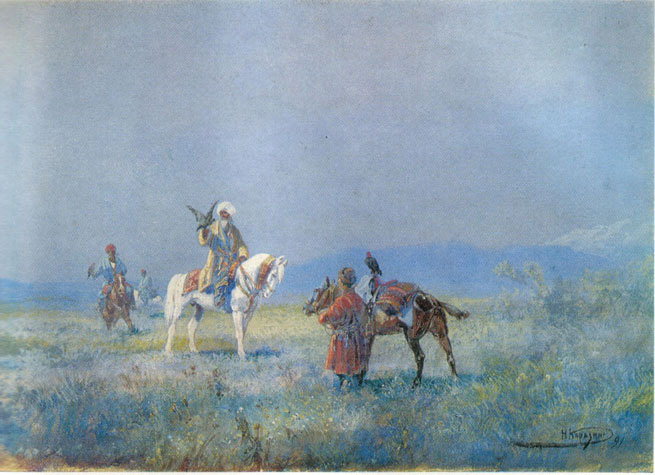
Nikolay Karazin «Caza de halcón»
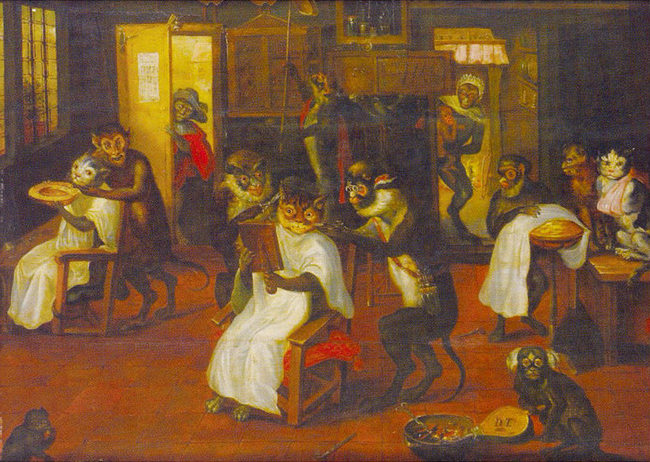
David Teniers los jóvenes monos barberos. 1659.

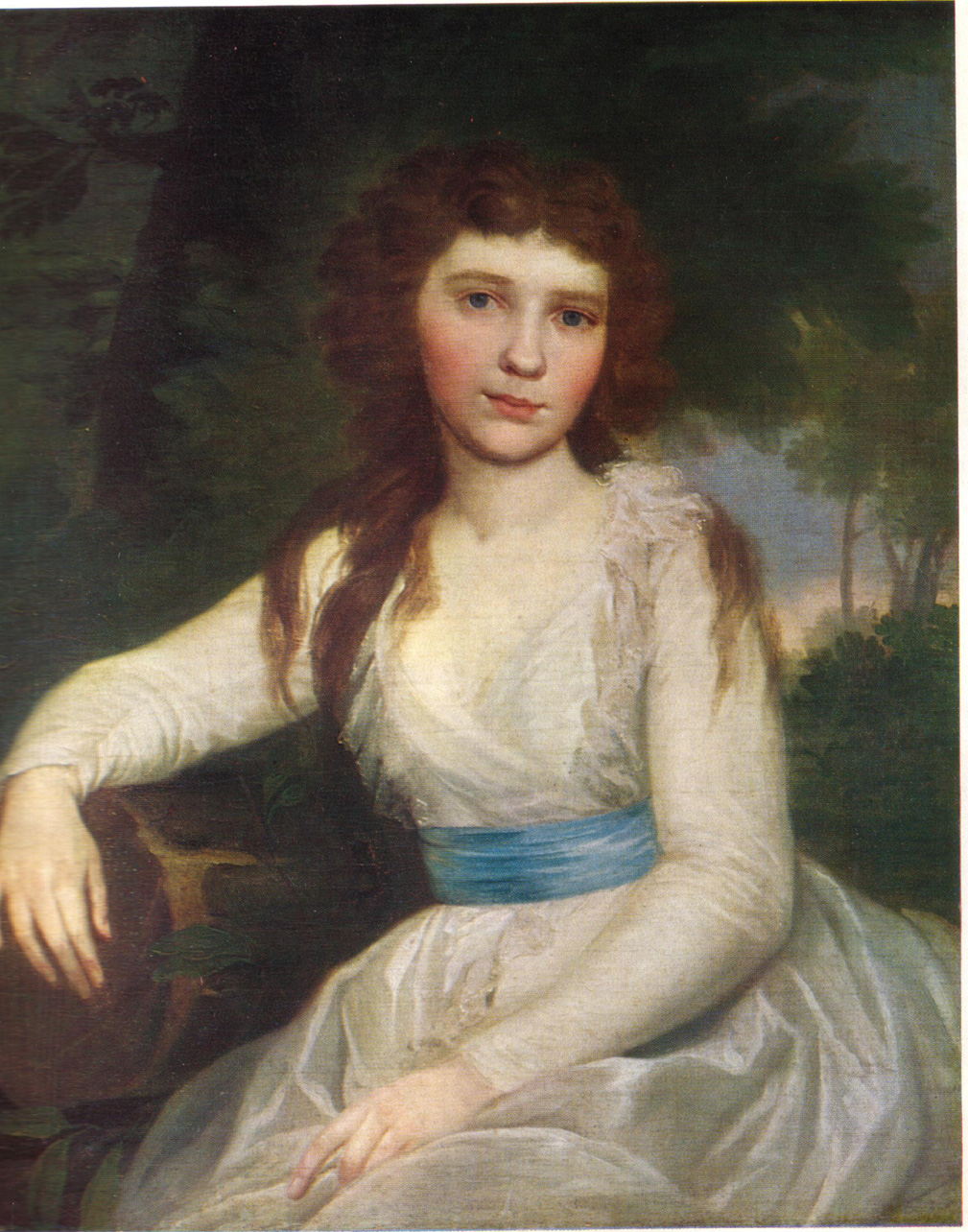
Vladimir Borovikovsky «Retrato de A. Volkonsky»
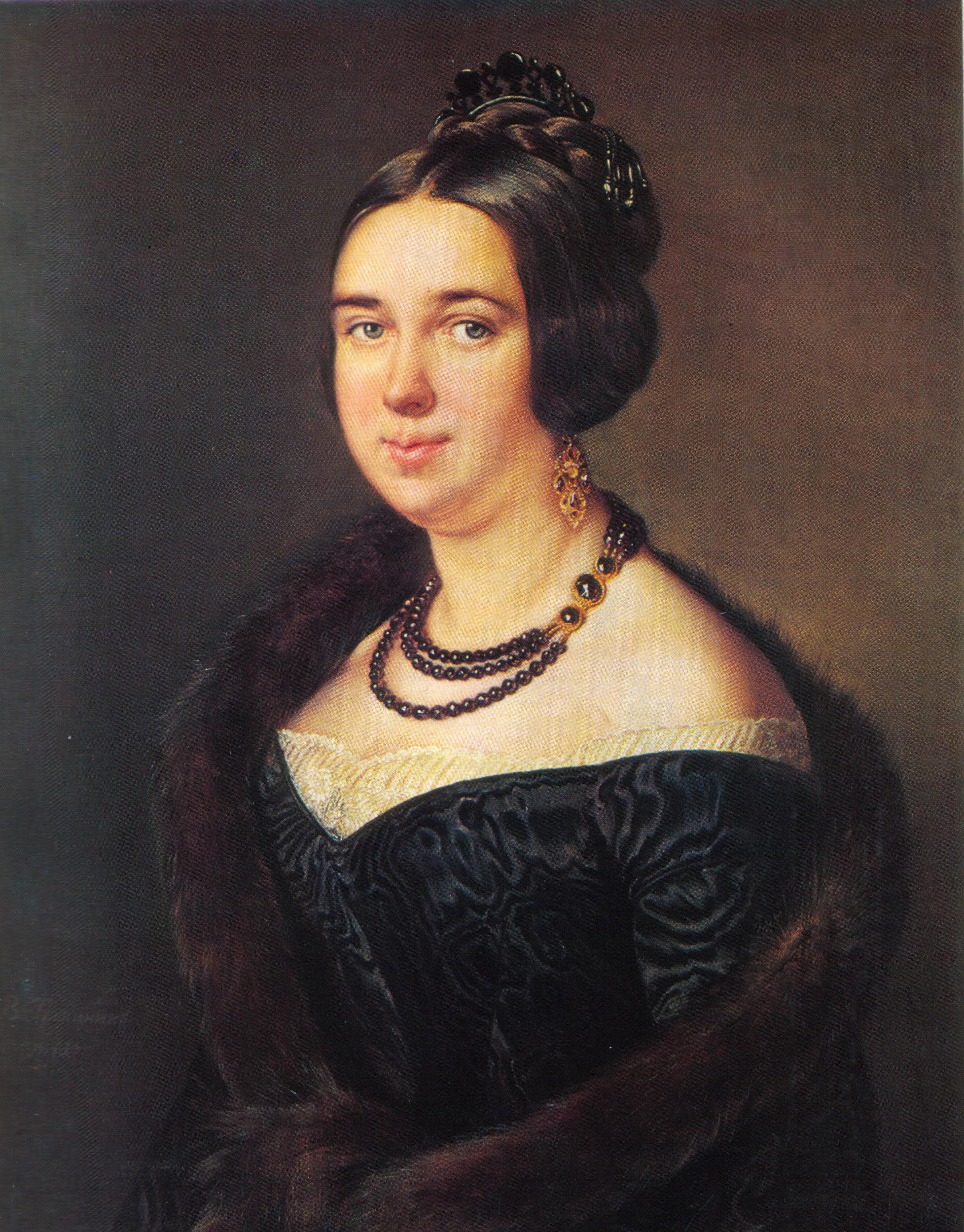
Tropinin «Retrato de A. Obolensky»
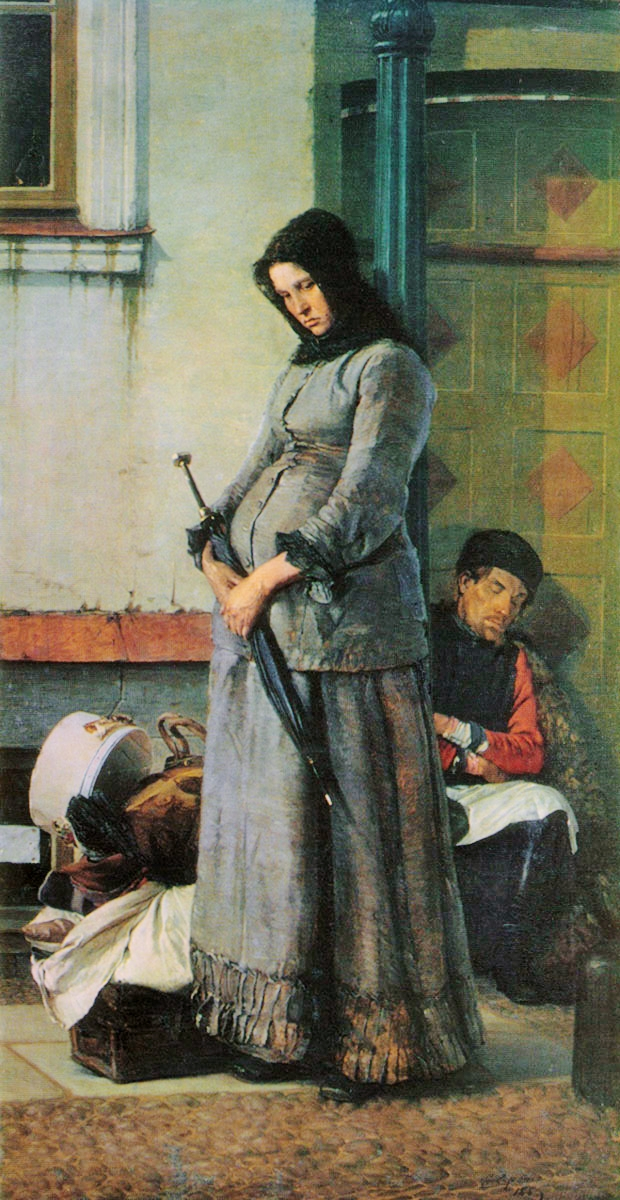
Yaroshenko «Expulsión»
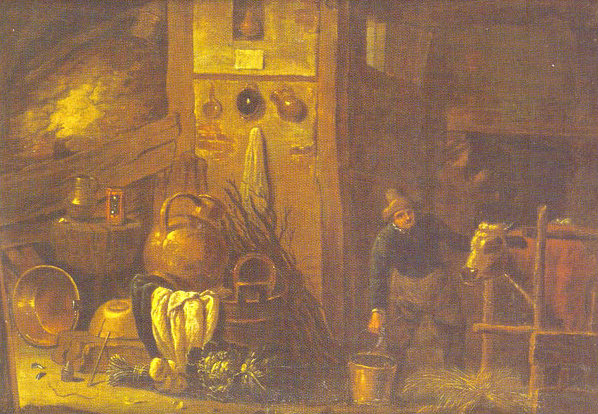
Cornelis Saftleven. Agricultores